# Podul Rialto
Podul Rialto (în italiană Ponte di Rialto) este unul dintre cele patru poduri care traversează Canal Grande din Veneția (Italia). El este cel mai vechi pod peste canal și reprezintă linia de demarcație între sestierele San Marco și San Polo.

## Istoric

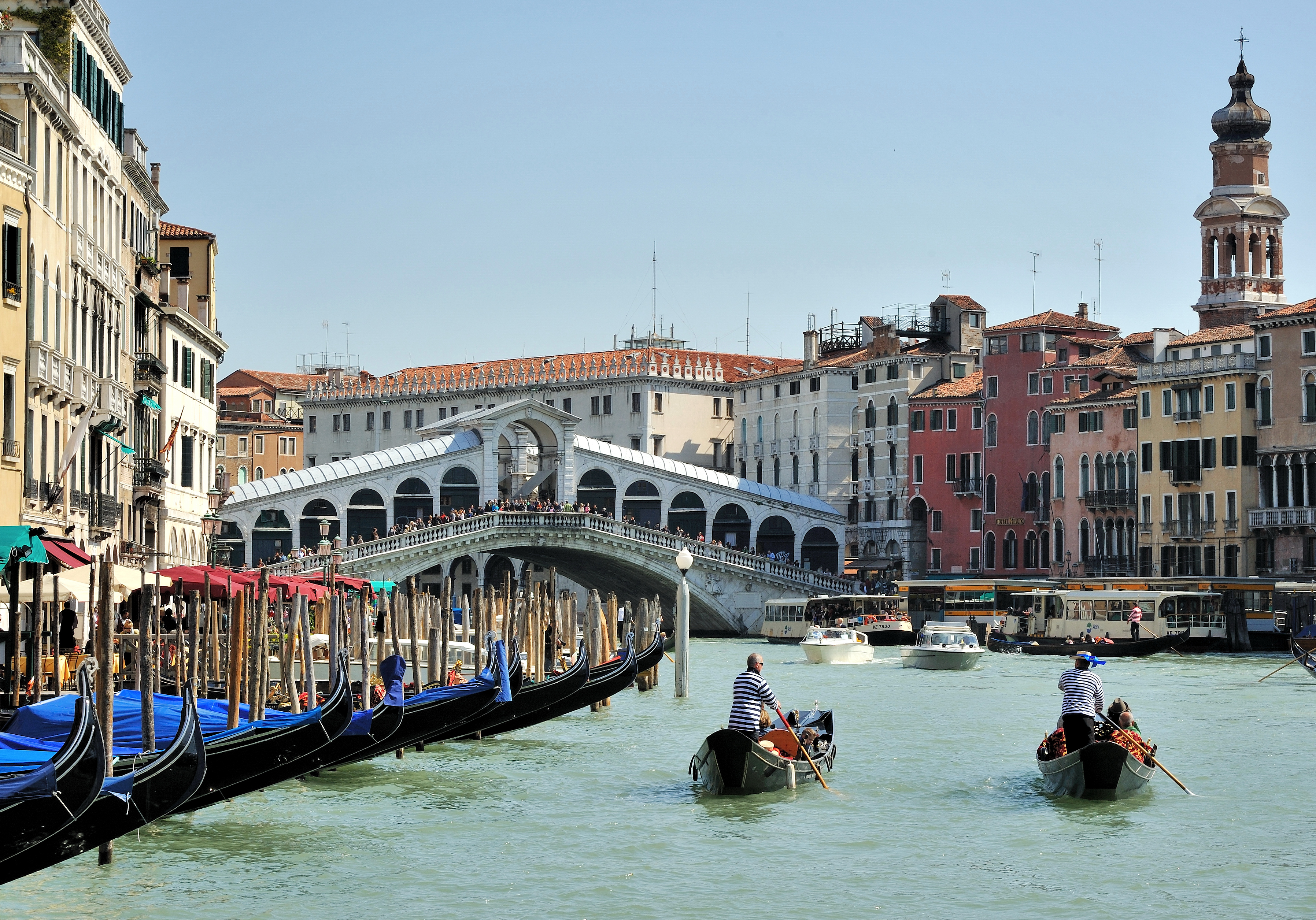
Doi gondolieri scoţându-şi clienţii dintr-un rând de gondole de pe Canal Grande aproape de Podul Rialto.

Prima cale de trecere peste Canal Grande a fost un pod de vase construit în 1181 de către Nicolò Barattieri. El a fost numit Ponte della Moneta, probabil datorită  monetăriei care se afla aproape de intrarea dinspre est.

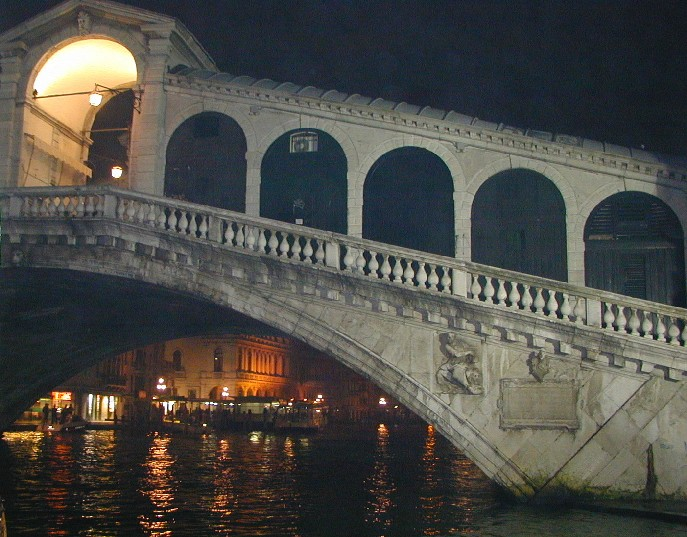
Detaliu al podului

Dezvoltarea și importanța pieței Rialto de pe malul estic a crescut traficul pe podul plutitor, așa că acesta a fost înlocuit în 1255 cu un pod de lemn. Această structură avea două rampe înclinate unite de o secțiune centrală mobilă, care putea fi ridicată pentru a permite trecerea navelor înalte. Legătura cu piața a condus în cele din urmă la o schimbare a numelui podului. În prima jumătate a secolului al XV-lea, au fost construite două rânduri de magazine pe ambele părți ale podului. Chiriile au adus un venit la Trezoreria Statului, care a contribuit la menținerea podului.
Întreținerea a fost vitală pentru podul de lemn. El a fost parțial ars în revolta condusă de Bajamonte Tiepolo în 1310. În 1444, s-a prăbușit sub greutatea mulțimii care venise să privească o paradă de bărci și s-a prăbușit din nou în 1524.
Ideea de a reconstrui podul din piatră a fost propusă pentru prima dată în 1503. Mai multe proiecte au fost analizate în următoarele decenii. În 1551, autoritățile au solicitat propuneri pentru reînnoirea Podului Rialto. Planurile au fost oferite de arhitecți celebri, cum ar fi Jacopo Sansovino, Andrea Palladio și Vignola, dar toți au propus o abordare clasică cu mai multe arcade, care a fost considerată nepotrivită. Michelangelo, de asemenea, a fost solicitat ca proiectant al podului.
Podul de piatră actual, proiectat de Antonio da Ponte cu o singură deschidere, a fost construit în perioada 1588-1591. El este similar cu podul de lemn anterior. Două rampe înclinate duc până la un portic central. Pe fiecare parte a porticului, rampe acoperite adăpostesc rânduri de magazine. Ingineria podului a fost considerat atât de îndrăzneață încât arhitectul Vincenzo Scamozzi a prezis ruina sa viitoare. Podul și-a sfidat criticii și a devenit una dintre emblemele arhitecturale din Veneția.

## Imagini

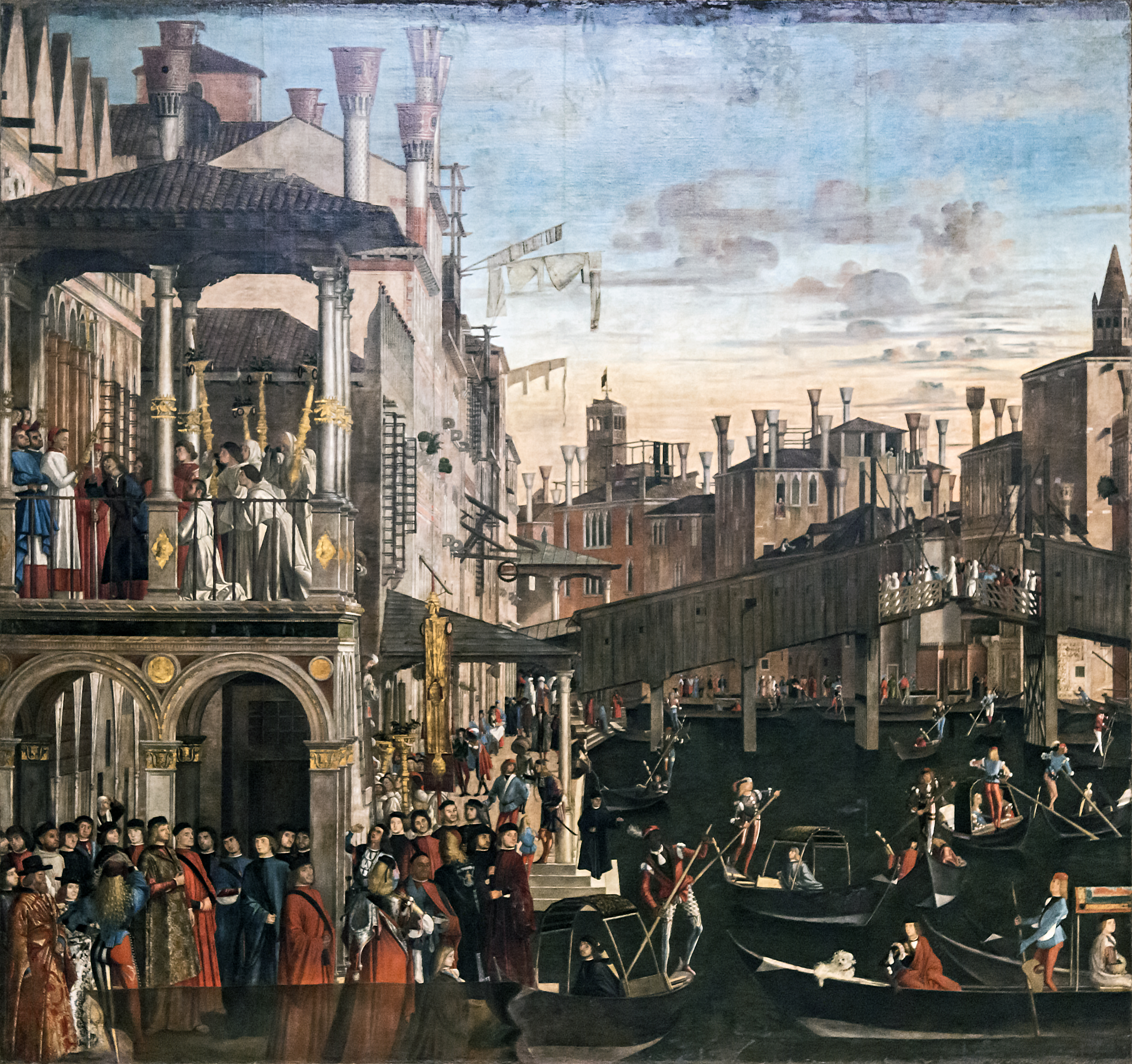
Pictura Il miracolo della reliquia della Santa Croce (1494) de Vittore Carpaccio
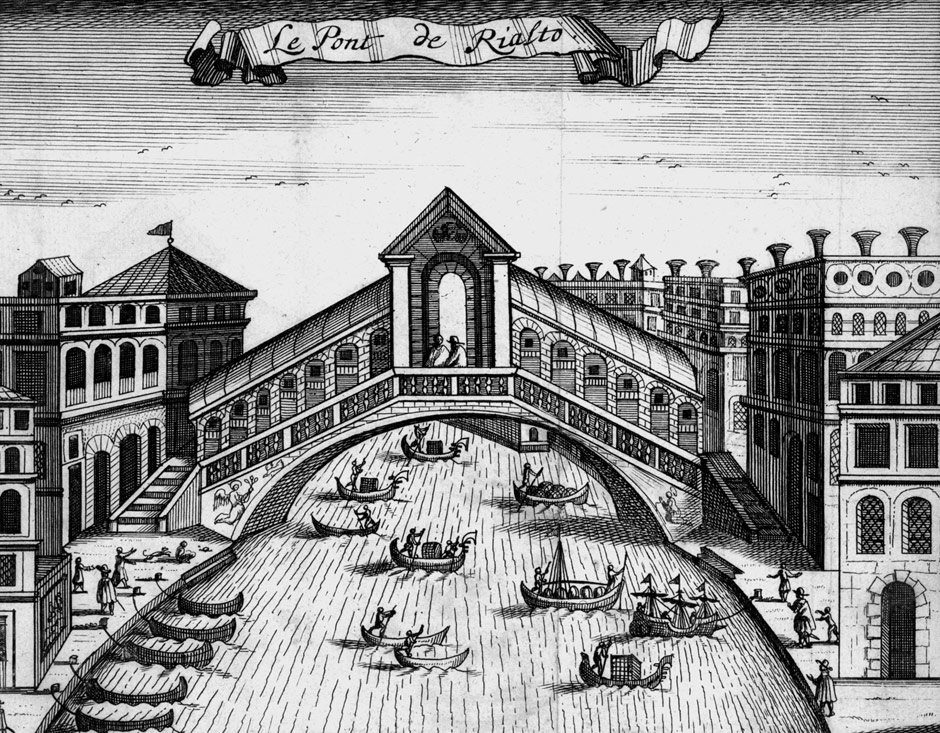
Ilustrată (1694) dintr-o carte de Maximilien Misson
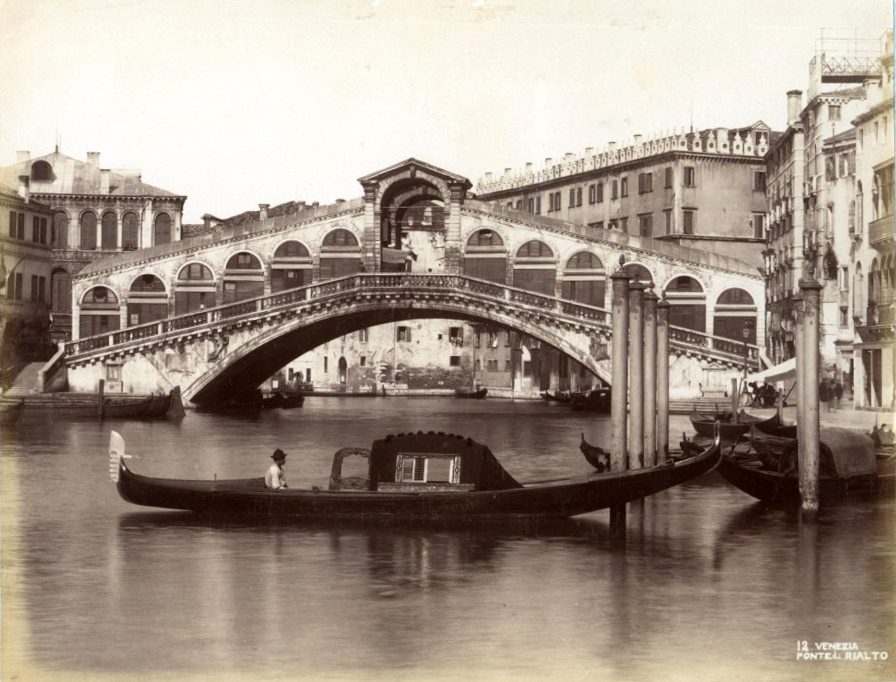
Fotografie (înainte de 1882) de Carlo Naya
Acuarelă (în jur de 1911/1912) de Maurice Prendergast

## Legături extrene
- Rialto Bridge la Structurae
- Satellite image from Google Maps